# Longues-sur-Mer
Longues-sur-Mer é uma comuna francesa na região administrativa da Normandia, no departamento Calvados. Estende-se por uma área de 12,2 km². Em 2010 a comuna tinha 608 habitantes (densidade: 49,8 hab./km²).
Longues-sur-Mer está localizada a oeste de Arromanches-les-Bains em terreno elevado sobre a costa, com falésias de até 65 m de altura. Abriga o sítio histórico de uma bateria de artilharia de costa alemã que enfrentou os aliados durante o Desembarque da Normandia em 1944.

## História na Segunda Guerra Mundial
Durante a Segunda Guerra Mundial, Adolf Hitler mandou edificar uma linha de fortificações costeiras ao longo da costa ocidental da Europa, Chamada de Muralha do Atlântico. Em Longue-Sur-Mer, foi construída uma bateria de artilharia de costa contituída de várias edificações defensivas, em torno de quatro casamatas de concreto que abrigavam, cada uma, canhões Skoda de 155 mm de calibre, tchecos, material presa de guerra.
Das quatro casamatas originais, uma, a mais oriental, durante o Dia-D, 06 de junho de 1944, recebeu um impacto direto dos canhões do cruzador britânico HMS Ajax, explodindo com seu estoque de munições e desabando em seguida. Entretanto a bateria só foi tomada pelas tropas britânicas de infantaria, do Regimento Devonshire,  no dia 07 de junho de 1944.
É um dos poucos lugares da "Muralha do Atlântico" onde ainda se encontram os canhões originais. Sua relevância histórica foi primeiro assinalada na literatura civil por Cornelius Ryan,em seu livro "O mais longo dos dias" com edição em português.

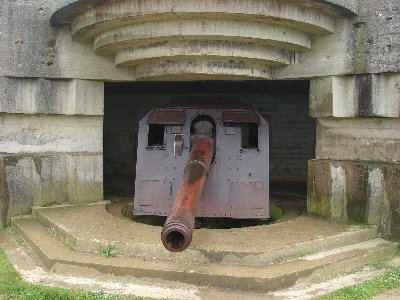
Uma das casamatas de artilharia de costa alemã da Segunda Guerra, da bateria de Longues Sur Mer, com seu canhão "Skoda" Tcheco original, de calibre 155 mm

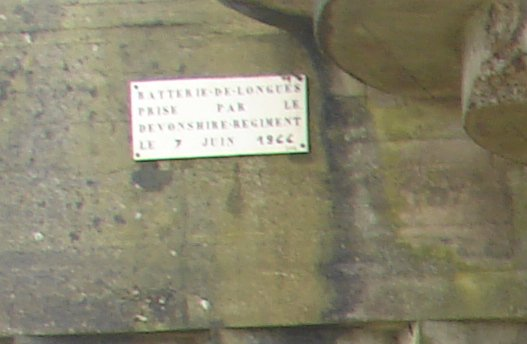
Detalhe de placa em uma das casamatas em Longues Sur Mer, colocada em 1966, em comemoração à tomada da Bateria pelo Regimento "Devonshire" britânico em 07/06/1944.

## Ligações Internas
O Dia D
Segunda Guerra Mundial
1. 1 2  «Populations légales 2018. Recensement de la population Régions, départements, arrondissements, cantons et communes». www.insee.fr (em francês). INSEE. 28 de dezembro de 2020. Consultado em 13 de abril de 2021